# Dirk Eveleens
Dirk Eveleens es un deportista neerlandés que compitió en judo. Ganó dos medallas de bronce en el Campeonato Europeo de Judo, en los años 1969 y 1970.

## Palmarés internacional
| Campeonato Europeo | Campeonato Europeo    | Campeonato Europeo | Campeonato Europeo |
| Año                | Lugar                 | Medalla            | Categoría          |
| ------------------ | --------------------- | ------------------ | ------------------ |
| 1969               | Ostende (Bélgica)     | Medalla de bronce  | Abierta            |
| 1970               | Berlín Oriental (RDA) | Medalla de bronce  | +93 kg             |